# 白瀬可南子
白瀬 可南子（しらせ かなこ、1997年8月29日 - ）は、日本のモデル、インフルエンサー。OOO Entertainment所属。北海道出身。168cm。アパレルセレクトショップ mouful のブランドディレクター。アイドルグループアルテミスの翼の元メンバーでグループ所属時の名前はカナコ・ケンタウロス。ライブの構成・演出、衣装デザイン、Ｔシャツリメイク衣装制作、グッズ・イラスト・ロゴデザイン、動画編集等も手掛ける多彩な才能を持つ。

## 人物
- 血液型はA型。
- 趣味はカフェ巡り。特技はトランペット。
- ユニクロでの勤務経験があり、愛するユニクロと仕事をすることが野望。
- 一番好きな挨拶は「おはよう」。

## 経歴
- 2024年12月28日、アルテミスの翼を卒業。
- 2025年2月10日、同日付で女性クリエイターレーベル OOO Entertainment (スリーオーエンターテインメント) に所属したことを発表。
- 2025年2月10日、YouTube初投稿[1]。「【初投稿】白瀬可南子って言いますヨロシクネ」

## 活動 ~アイドル活動卒業後~

### モデル
- 2025年1月31日、豊島屋 プレスリリース[2] フォトモデル「鳩サブレーでおなじみ豊島屋が3月6日を「鳩サブローの日」とし、オンラインストアで人気の鳩グッズを1日限定販売。また新グッズ「鳩ッション」を抽選販売いたします。」
- シャポー船橋 CLaSO スプリング号 2025[3] キービジュアル

### 番組出演
- 2025年1月31日、クロクルパレット #42 (ABEMA)
- 2025年2月14日、クロクルパレット #44 (ABEMA)
- 2025年3月7日、クロクルパレット #47 (ABEMA)